# Vuelta al País Vasco 1935
La VIII Vuelta al País Vasco, disputada entre el 7 de agosto y el 11 de agosto de 1935, estaba dividida en 5 etapas para un total de 873 km.
Para esta edición se inscribieron 81 ciclistas, de los que finalmente participaron 67 y finalizaron la prueba 32 de ellos. Desapareció la clasificación de nacionales creándose la clasificación de la montaña.
El vencedor final fue el ciclista italiano Gino Bartali.

## Etapas
| Etapa    | Fecha    | Recorrido              | km  | Vencedor de la Etapa | Líder de la general |
| -------- | -------- | ---------------------- | --- | -------------------- | ------------------- |
| 1ª etapa | 07/08/35 | Bilbao - Vitoria       | 152 | Paul Egli            | Paul Egli           |
| 2ª etapa | 08/08/35 | Vitoria - Pamplona     | 150 | Gino Bartali         | Gino Bartali        |
| 3ª etapa | 09/08/35 | Pamplona - Bayona      | 213 | Gino Bartali         | Gino Bartali        |
| 4ª etapa | 10/08/35 | Bayona - San Sebastián | 135 | Sauveur Ducazeaux    | Gino Bartali        |
| 5ª etapa | 11/08/35 | San Sebastián - Bilbao | 223 | Gino Bartali         | Gino Bartali        |

## Clasificaciones
| \| 1. \| Gino Bartali \| Italia \| 30h 09' 28s \| \| 2. \| Dante Gianello \| Francia \| a 47s \| \| 3. \| Julián Berrendero \| España \| a 3' 31s \| \| 4. \| Federico Ezquerra \| España \| a 5' 34s \| \| 5. \| Emiliano Álvarez \| España \| a 6' 30s \| \| 6. \| Joseph Neri \| Francia \| a 7' 23s \| \| 7. \| Fermín Trueba \| España \| a 7' 35s \| \| 8. \| Antonio Negrini \| Italia \| a 10' 13s \| \| 9. \| Cipriano Elys \| España \| a 15' 19s \| \| 10. \| Alfredo Bovet \| Italia \| a 16' 39s \| |                   |         |             |
| 1. | Gino Bartali      | Italia  | 30h 09' 28s |
| 2. | Dante Gianello    | Francia | a 47s       |
| 3. | Julián Berrendero | España  | a 3' 31s    |
| 4. | Federico Ezquerra | España  | a 5' 34s    |
| 5. | Emiliano Álvarez  | España  | a 6' 30s    |
| 6. | Joseph Neri       | Francia | a 7' 23s    |
| 7. | Fermín Trueba     | España  | a 7' 35s    |
| 8. | Antonio Negrini   | Italia  | a 10' 13s   |
| 9. | Cipriano Elys     | España  | a 15' 19s   |
| 10. | Alfredo Bovet     | Italia  | a 16' 39s   |

| \| 1. \| Federico Ezquerra \| Orbea \| 43 puntos \| \| 2. \| Fermín Trueba \| BH \| 37 puntos \| \| 3. \| Gino Bartali \| Italia \| 36 puntos \| |                   |        |           |
| 1. | Federico Ezquerra | Orbea  | 43 puntos |
| 2. | Fermín Trueba     | BH     | 37 puntos |
| 3. | Gino Bartali      | Italia | 36 puntos |